# Jiulong (köpinghuvudort i Kina, Jiangxi Sheng, lat 28,52, long 116,63)
Jiulong är en köpinghuvudort i Kina. Den ligger i provinsen Jiangxi, i den sydöstra delen av landet, omkring 75 kilometer öster om provinshuvudstaden Nanchang. Antalet invånare är 27 045. Befolkningen består av 12 953 kvinnor och 14 092 män. Barn under 15 år utgör 23,0 %, vuxna 15-64 år 69 %, och äldre över 65 år 6,0 %.
Runt Jiulong är det tätbefolkat, med 331 invånare per kvadratkilometer. Närmaste större samhälle är Yugan, 20,0 km norr om Jiulong. Trakten runt Jiulong består till största delen av jordbruksmark.
Genomsnittlig årsnederbörd är 2 491 millimeter. Den regnigaste månaden är juni, med i genomsnitt 454 mm nederbörd, och den torraste är oktober, med 26 mm nederbörd.